# Uroxys corporaali
Uroxys corporaali là một loài bọ cánh cứng trong họ Bọ hung (Scarabaeidae).